# Lauzet
Lauzet ist eine autochthone Weißweinsorte der Weinbauregion Sud-Ouest im Südwesten Frankreichs. Die vom Aussterben bedrohte Sorte ist neben Courbu und Camaralet de Lasseube der Verschnittpartner in den Weißweinen der Appellationen Béarn und Jurançon als verwendet. Sortenrein wird sie nicht mehr eingesetzt. Sie ergibt fruchtige, würzige Weine mit kräftiger Säure (→ Säure (Wein)). Es existieren noch neun Klone, von denen die Sorten 732, 862 und 896 für den Qualitätswein-Anbau zugelassen sind.
Eine im Jahr 2007 veröffentlichte Studie belegt, dass die Rebsorten Courbu, Courbu Noir, Gros Courbu, Lauzet und Petit Courbu genetisch sehr eng miteinander verwandt sind. Auch die Sorte Gros Manseng weist genetisch verwandtschaftliche Merkmale auf.
Siehe auch den Artikel Weinbau in Frankreich sowie die Liste von Rebsorten.
Synonyme: Laouset, Lauzet Blanc, Lercat Blanc

## Ampelographische Sortenmerkmale
In der Ampelographie wird der Habitus folgendermaßen beschrieben:
- Die Triebspitze ist offen. Sie ist stark weißwollig behaart. Die gelblichen Jungblätter sind schwach behaart.
- Die mittelgroßen Blätter sind  meist fünflappig, stark gebuchtet und am Blattrand stark wellig (siehe auch den Artikel Blattform). Die Stielbucht ist lyrenförmig offen. Das Blatt ist stumpf gezähnt. Die Zähne sind im Vergleich der Rebsorten sehr groß.
- Die zylinderförmige Traube ist groß und dichtbeerig. Die rundlichen Beeren sind klein und von grünlicher Farbe, die zu einem bernsteinfarbenen Ton tendiert.

Der Lauzet reift ca. 25 bis 30 Tage nach dem Gutedel und gehört damit zu den Rebsorten der späten zweiten Reifungsperiode (siehe das Kapitel im Artikel Rebsorte). Sie zählt damit zu den mittelspätreifenden Sorten. Die Sorte hat einen sehr kräftigen Wuchs. Sie ist eine Varietät der Edlen Weinrebe (Vitis vinifera). Sie besitzt zwittrige Blüten und ist somit selbstfruchtend. Beim Weinbau wird der ökonomische Nachteil vermieden, keinen Ertrag liefernde, männliche Pflanzen anbauen zu müssen.
Gegenüber der Rohfäule ist die Sorte Lauzet ziemlich anfällig.